# Jan Nicolaas Bakhuizen van den Brink

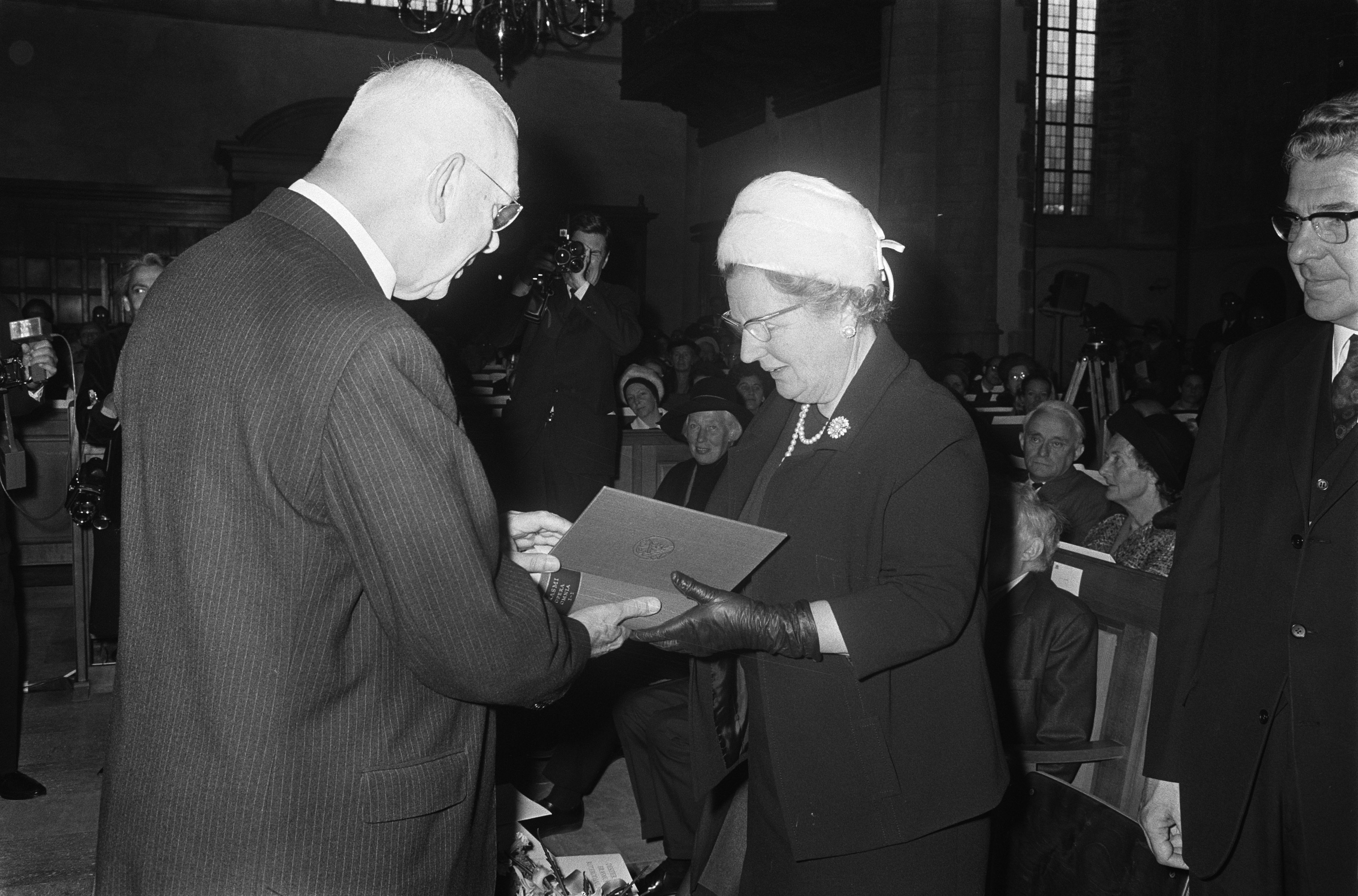
Jan Nicolaas Bakhuizen van den Brink überreicht der niederländischen Königin Juliana von den Niederlanden das Buch Opera omnia von Erasmus von Rotterdam am 27. Oktober 1969

Jan Nicolaas Bakhuizen van den Brink (* 25. Mai 1896 in Joure; † 5. November 1987 in Leiden) war ein niederländischer Theologe und Kirchenhistoriker.

## Leben
Jan Nicolaas war der Sohn des Pfarrers Ludolf Willem Bakhuizen van den Brink (* 22. März 1862 in Den Haag; † 16. März 1936 ebenda) und dessen Frau Egberta Margaretha Johanna Hillegonda Groes (* 10. März 1870 in Bellingwolde; † 19. September 1939 in Den Haag). Einer seiner Vorfahren war der bedeutende Marinemaler Ludolf Bakhuizen (1631–1708). Jan Nicolaas besuchte das christliche Gymnasium in Utrecht und begann 1914 ein Studium der Theologie an der Universität Leiden. Seine Studien setzte er 1920 an der École pratique des hautes études in Paris fort und wurde im selben Jahr niederländisch-reformierter Pfarrer in Nieuw-Dordrecht. 1923 promovierte er in Leiden unter Fredrik Pijper mit dem Thema De oud-christelijke monumenten van Ephesus. Epigraphische studie. (deutsch: Die altchristlichen Denkmäler von Ephesus. Epigraphische Studie.) zum Doktor der Theologie, wurde 1924 Pfarrer in Winterswijk und 1929 Pfarrer im Rotterdamer Ortsteil Kralingen.
Am 9. März 1934 wurde er auf die Professur der Kirchengeschichte, der Dogmengeschichte und der Geschichte der reformierten evangelischen Kirche an die Universität Leiden berufen, welche Aufgabe er am 1. Juni 1934 mit der Einführungsrede Incarnatie en verlossing bij Irenaeus (deutsch: Menschwerdung und Erlösung von Irenäus) antrat. In dieser Funktion konzentrierte er sich auf ein Überdenken des Wesens und der Funktion der reformierten Kirche, wobei der Schwerpunkt seiner Arbeit auf der Patristik lag. Hierzu verfasste er als Redakteur in den niederländischen theologischen Fachzeitschriften Nederlands Archief voor Kerkgeschiedenis (deutsch: Niederländisches Archiv für Kirchengeschichte), Kerk en Eredienst (deutsch: Kirche und Gottesdienst) und Nederlands Theologisch Tijdschrift (deutsch: Niederländische theologische Zeitschrift) zahlreiche Abhandlungen. Auch lieferte er Beiträge zum Lexikon der Alten Welt. Der Zweite Weltkrieg ging in der Persönlichkeitsentwicklung von Bakhuizen van den Brink nicht spurlos an ihm vornüber. Am 31. März 1943 legte er seine Professur aufgrund der Schließung der Leidener Hochschule nieder, fand 1944 eine Stelle als Archivar bei der niederländisch reformierten Kirche und wurde nach dem Zweiten Weltkrieg am 4. September 1945 wieder in seiner Professur eingestellt.
1946 begründete Bakhuizen van den Brink die Kerkhistorisch Gezelschap (deutsch: Kirchenhistorische Gesellschaft), 1950 wurde er Mitglied der Königlich Niederländischen Akademie der Wissenschaften und im Akademiejahr 1954/55 wählte man ihn zum Rektor der Leidener Alma Mater, in welcher Aufgabe er am  8. Februar 1955 die Rektoratsrede Michel Angelo en het gewelf van de Sixtijnse kapel (deutsch: Michelangelo und das Gewölbe der Sixtinischen Kapelle) hielt. 1955 wurde er Ehrendoktor der University of St Andrews, 1961 Ehrendoktor der Westfälischen Wilhelmsuniversität in Münster und Vorsitzender der Commission Internationale d'Histoire Ecclésiastique Comparée (deutsch: Internationale Kommission für vergleichende Kirchengeschichte). 1957 ernannte man ihn zum Ritter des Ordens vom Niederländischen Löwen, nachdem er am 31. Mai 1966 seine Abschiedsvorlesung mit dem Thema Humilitas bij Pascal en Augustinus (deutsch: Demut bei Pascal und Augustinus) gehalten hatte, wurde er am 1. September desselben Jahres aus seiner Professur emeritiert und erhielt 1970 Kommandeurkreuz des Ordens von Oranje Nassau.

## Familie
Bakhuizen van den Brink heiratete 1920 in Haarlem Louise Cnoop Koopmans (* 10. Juni 1895 in Haarlem; † 3. Juli 1982 in Leiden), die Tochter des Wopko Cnoop Koopmans (* 18. Februar 1865 in Amsterdam) und dessen Frau Petronella Alida (Ada) Wolterbeek (* 14. Dezember 1867 in Bloemendaal). Aus der Ehe stammen Kinder. Von diesen kennt man:
- Ada Bakhuizen van den Brink (* 28. Juni 1922 in Nieuw Dordrecht; † 14. Januar 2003 in Joppe) verheiratet am 9. August 1945 in Leiden mit Adrianus Cornelis Copper (* 23. Januar 1917 in Rotterdam; † 12. August 2000 in Lochem)
- Egbertha Carolina Bakhuizen van den Brink (* 2. April 1924 in Winterswijk) verheiratet am 14. November 1946 in Leiden mit Ludovicus Joannes Pieters (* 9. Mai 1921 in Rotterdam; † 30. Oktober 2008 in Rhoon)
- Ludolf Willem Bakhuizen van den Brink (* 7. März 1929 in Winterswijk; † 25. September 2009 in Veldhoven) verheiratet am 25. Oktober 1955 mit Andrée Helène Hermine Posno (* 9. September 1931 in Probolinggo/Niederländisch-Indien; † 29. Januar 2009 in Veldhoven)

## Werke (Auswahl)
- De oud-christelijke monumenten van Ephesus. Epigraphische studie. 1923
- Het ambt Breedevoort tijdens het Anholter Pandschap 1962–1612. 1923 (mit Bernard Stegeman)
- Ontstaan en wezen van het Christendom. Amsterdam 1927
- De Romeinsche Catacomben en hare fresco's. Den Haag 1933
- Het ambt Breedevoort tijdens het Anholter pandschap 1562–1612. Arnhem 1933
- Incarnatie en verlossing bij Irenaeus. Den Haag 1934
- De Nederlandsche Belijdenisgeschriften. Verglijkende teksten. Amsterdam 1940, Amsterdam 1976 (mit Johannes Lindeboom)
- Leidraad bij de studie der kerkgeschiedenis. Amsterdam 1942
- Handboek der kerkgeschiedenis. 1. Aufl. Den Haag, 1942–1945, 2 Bde.; 2. Aufl. Den Haag, 1946, 3. Aufl. Den Haag. 1946, 4. Aufl. Den Haag 1965, 5. Aufl. 1976 Leeuwarden, 6. Aufl. Leeuwarden 1980 (mit Johannes Lindeboom)
- Geschiedenis. Een bundel studies over den zin der geschiedenis. Assen 1944
- Scriptores Christiani primaevi. 1945–1946, 2. Bde.
- Protestantsche kerkbouw. Arnhem 1946
- Het Avondmaal. Problemen rondom de Avondmaalstheologie en de Intercommunie. Assen 1949
- Michel Angelo en het gewelf der Sixtijnse Kapel. Het probleem der interpretatie. Den Haag 1955
- Documenta reformatoria. Teksten uit de geschiedenis van kerk en theologie in de Nederlanden sedert de Hervorming. Kamen 1960–1962, 2 Bde.
- Juan de Valdés. Reformator in Spanje en Italië, 1529–1541. Amsterdam 1962
- Protestantse pleidooien uit de zestiende eeuw. Kampen 1962, 2 Bde.
- Traditio in de Reformatie en het Katholicisme in de zestiende eeuw. Amsterdam 1962
- Humilitas bij Pascal en Augustinus. Den Haag 1966
- Ius ecclesiasticum. Historische beschouwingen over Kerk en recht. Amsterdam 1968
- Wat vindt u van het getuigenis? Wageningen 1972
- Constantijn de Grote. Amsterdam 1975